# Kaspar von Silenen

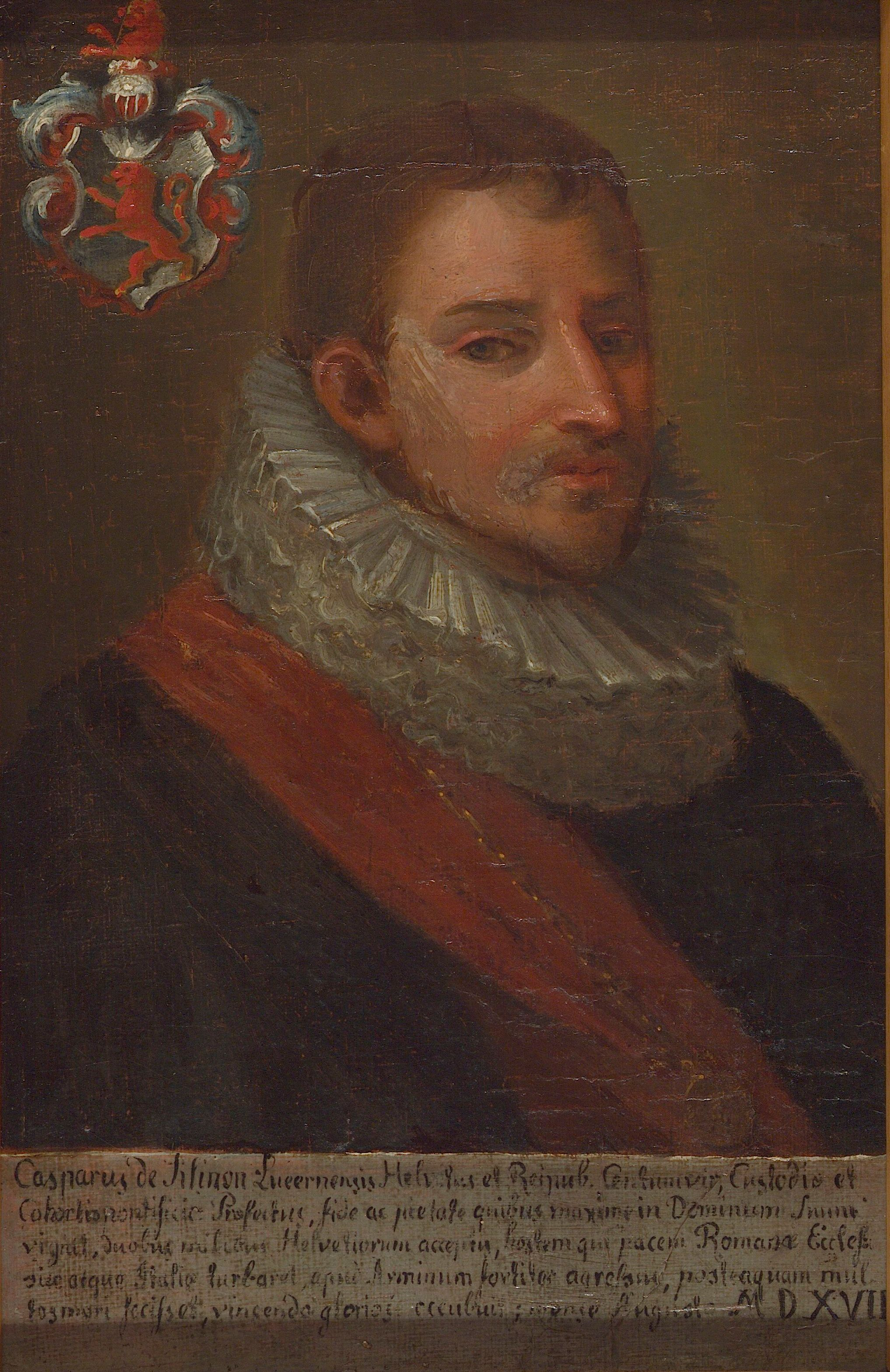
Portret van Kasper von Silenen

Kaspar von Silenen (14? – Rimini, 1517) was een Zwitserse huurlingenlegercommandant en de eerste commandant van de pauselijke Zwitserse Garde in de periode 1506-1517.
Volgend op een verdrag uit 1505, gesloten tussen de paus en de Zwitserse kantons Luzern en Zürich, diende Julius II het verzoek in een huurlingenleger van circa 200 man naar Rome te sturen ter bescherming van de paus en de Kerkelijke Staat. De priester Peter von Hertenstein, vertrouweling van de paus, fungeerde hierbij als tussenpersoon.

Vlag Zwitserse Garde

Onder aanvoering Kaspar von Silenen, een neef van Peter von Hertenstein, vertrok in september 1505 een leger van 150 huurlingen richting het Vaticaan waar zij op 22 januari 1506 aankwamen en door paus Julius II persoonlijk werden ontvangen en de pauselijke zege ontvingen. 22 januari 1506 wordt gezien als de oprichtingsdatum van de Zwitserse Garde.
Van Kaspar von Silenen wordt beweerd, dat hij een strafblad had. De uit het Zwitserse kanton Uri afkomstige commandant zou namens de Habsburgers huurlingen geworven hebben, wat tegen de zin was van de Zwitserse bevelhebbers. Bij verstek was Kaspar ter dood veroordeeld, maar door de aanvaarding van de functie van commandant van het pauselijk huurlingenleger werd hij gerehabiliteerd.
Tijdens een gevecht bij Rimini in 1517 tussen de pauselijke legers en huurlingenlegers uit Duitsland en Spanje vond Kaspar von Silenen de dood. Zijn begrafenis vond plaats in Rome. Hij werd opgevolgd door Markus Röist en diens zoon Kaspar.